# Orlando Baccino
Orlando Baccino Granja (nascido em 25 de dezembro de 1970) é um judoca argentino.

## Carreira
Conquistou a medalha de prata na categoria masculina peso-pesado, de até 95 quilos, nos Jogos Pan-americanos de 1991, em Havana, Cuba. Representando Argentina, Orlando disputou quatro edições dos Jogos Olímpicos de Verão, em 1992, em 1996, em 2000 e em 2004.